# Municipio de Chiconquiaco
El municipio de Chiconquiaco se encuentra en la zona central del estado mexicano de Veracruz en la región cercana a la Capital del Estado, su nombre viene de la denominación que le daban los indígenas al dios de las tempestades, es uno de los 212 municipios de la entidad. Está ubicado en las coordenadas 19°45” latitud norte y 96°49” longitud oeste, y cuenta con una altura de 2 040 m s. n. m.. Su cabecera es la localidad de Chiconquiaco.

## Demografía
El municipio lo conforman 50 localidades.

## Límites
Sus límites son Juchique de Ferrer y Yecuatla al norte; Acatlán y Tepetlán al sur; Juchique de Ferrer y el municipio de Alto Lucero de Gutiérrez Barrios al este; y Landero y Coss, Misantla, Tenochtitlan (Veracruz) al oeste.

## Clima
Chiconquiaco es un municipio con un clima principalmente húmedo y templado, tiene abundantes lluvias principalmente en primavera, verano y otoño.
| Parámetros climáticos promedio de Chiconquiaco | Parámetros climáticos promedio de Chiconquiaco | Parámetros climáticos promedio de Chiconquiaco | Parámetros climáticos promedio de Chiconquiaco | Parámetros climáticos promedio de Chiconquiaco | Parámetros climáticos promedio de Chiconquiaco | Parámetros climáticos promedio de Chiconquiaco | Parámetros climáticos promedio de Chiconquiaco | Parámetros climáticos promedio de Chiconquiaco | Parámetros climáticos promedio de Chiconquiaco | Parámetros climáticos promedio de Chiconquiaco | Parámetros climáticos promedio de Chiconquiaco | Parámetros climáticos promedio de Chiconquiaco | Parámetros climáticos promedio de Chiconquiaco |
| Mes                                            | Ene.                                           | Feb.                                           | Mar.                                           | Abr.                                           | May.                                           | Jun.                                           | Jul.                                           | Ago.                                           | Sep.                                           | Oct.                                           | Nov.                                           | Dic.                                           | Anual                                          |
| ---------------------------------------------- | ---------------------------------------------- | ---------------------------------------------- | ---------------------------------------------- | ---------------------------------------------- | ---------------------------------------------- | ---------------------------------------------- | ---------------------------------------------- | ---------------------------------------------- | ---------------------------------------------- | ---------------------------------------------- | ---------------------------------------------- | ---------------------------------------------- | ---------------------------------------------- |
| Temp. máx. abs. (°C)                           | 26                                             | 28                                             | 33                                             | 32                                             | 35                                             | 31                                             | 30                                             | 33                                             | 35                                             | 32                                             | 32                                             | 25.5                                           | 35                                             |
| Temp. máx. media (°C)                          | 15.3                                           | 15.9                                           | 19.5                                           | 21.2                                           | 22.2                                           | 20.5                                           | 19.6                                           | 19.9                                           | 19.5                                           | 18                                             | 17                                             | 15.6                                           | 18.7                                           |
| Temp. media (°C)                               | 11.1                                           | 11.6                                           | 14.4                                           | 16                                             | 17                                             | 15.9                                           | 15.1                                           | 15.2                                           | 15.1                                           | 13.9                                           | 12.9                                           | 11.7                                           | 14.2                                           |
| Temp. mín. media (°C)                          | 6.9                                            | 7.2                                            | 9.2                                            | 10.9                                           | 11.8                                           | 11.4                                           | 10.7                                           | 10.6                                           | 10.7                                           | 9.8                                            | 8.8                                            | 7.8                                            | 9.7                                            |
| Temp. mín. abs. (°C)                           | -6                                             | -1                                             | -1                                             | 1                                              | 5.5                                            | 7                                              | 7                                              | 8                                              | 3                                              | --                                             | 1                                              | -3                                             | -6                                             |
| Precipitación total (mm)                       | 73                                             | 75                                             | 52                                             | 47                                             | 91                                             | 219                                            | 195                                            | 196                                            | 373                                            | 165                                            | 112                                            | 83                                             | 1681                                           |
| Fuente: Weatherbase                            |                                                |                                                |                                                |                                                |                                                |                                                |                                                |                                                |                                                |                                                |                                                |                                                |                                                |

## Festividades
El municipio de Chiconquiaco tiene sus celebraciones el día 29 de junio con la fiesta patronal en honor a San Pedro Apóstol; y celebran su carnaval en el mes de junio.